# يوكون (ميسوري)
يوكون (بالإنجليزية: Yukon)‏ هي إحدى المجتمعات الفردية (غير مصنفة) في ولاية ميزوري في الولايات المتحدة الأمريكية.